# HD 91465
HD 91465, nota anche come PP Carinae, è una stella bianco-azzurra di sequenza principale di magnitudine +3,36 situata nella costellazione della Carena. Dista 482 anni luce dal sistema solare.

## Osservazione
Si tratta di una stella situata nell'emisfero celeste australe. La sua posizione è fortemente australe e ciò comporta che la stella sia osservabile prevalentemente dall'emisfero sud, dove si presenta circumpolare anche da gran parte delle regioni temperate; dall'emisfero nord la sua visibilità è invece limitata alle regioni temperate inferiori e alla fascia tropicale. Essendo di magnitudine 3,4, la si può osservare anche dai piccoli centri urbani senza difficoltà, sebbene un cielo non eccessivamente inquinato sia maggiormente indicato per la sua individuazione.
Il periodo migliore per la sua osservazione nel cielo serale ricade nei mesi compresi fra febbraio e giugno; nell'emisfero sud è visibile anche per buona parte dell'inverno, grazie alla declinazione australe della stella, mentre nell'emisfero nord può essere osservata limitatamente durante i mesi primaverili boreali.

## Caratteristiche fisiche
La stella è una bianco-azzurra di sequenza principale di tipo spettrale B4Ve; la classificazione stellare indica che la stella, come molte del suo genere, ha una rapida rotazione su se stessa (285 km/s) e il disco stellare è deformato così come avviene ad esempio per Regolo A, dove il diametro equatoriale è evidentemente maggiore del diametro polare, il che non rende facile stimare la temperatura superficiale per via dell'oscuramento gravitazionale che rende la stella molto più calda ai poli che all'equatore. Viene classificata anche tra le stelle Be, per essere circondata da un disco circumstellare formato da gas espulsi causa la rapida rotazione. La materia espulsa provoca una variazione della sua magnitudine da +3,27 a +3,37 ed è classificata come variabile Gamma Cassiopeiae
La stella ha un'età di circa 40 milioni di anni, una massa stimata di 7,6 volte quella del Sole, ed il raggio 6 volte superiore.